# Горохов, Алексей Фёдорович
Алексе́й Фёдорович Горо́хов (21 октября 1892 — 13 января 1963) — советский военачальник, генерал-полковник артиллерии (31.05.1954), вице-президент (12.11.1946) и действительный член (20.09.1946) Академии артиллерийских наук

## Биография
Родился в семье казака Оренбургского казачьего войска. С 1903 года - учащийся 1-го Оренбургского Неплюевского кадетского корпуса. На военной службе с 1910 года: юнкер Михайловского артиллерийского училища по 1-му разряду. С 1913 года проходил службу в 1-й Оренбургской казачьей батарее в г. Бар Подольской губернии: младший офицер, адъютант дивизиона, командир батареи. После февральской (1917) революции был избран, а затем назначен командиром батареи в 3-м Кавказском корпусе 2-й Кавказской сводной дивизии в Полесье на Западном фронте. Участник Первой мировой войны, в которой был дважды ранен и неоднократно награждён.  Последнее звание в российской армии - есаул (капитан).
В декабре 1917 года дивизион в полном составе отправился в Оренбург. С февраля 1918 года жил с матерью и братом в Оренбурге. С июля 1918 года после объявления мобилизации Оренбургским казачьим войсковым округом служил в Колчаковской армии: адъютант Оренбургской казачьей артиллерийской бригады, затем - преподаватель артиллерии Оренбургского военного училища, которое в январе 1919 года эвакуировано в Иркутск, в звании есаул. 
В РККА - с декабря 1919 года: добровольно вступил в повстанческий отряд Сибирякова, затем артиллерийский техник дивизиона Иркутской коммунистической артиллерийской бригады, помощник командира дивизиона 2-го легкого артиллерийского дивизиона Коммунистической артиллерийской бригады Восточного фронта. С марта 1920 года - командир 2-го легкого артиллерийского дивизиона 2-й Верхне-Удинской стрелковой дивизии Восточного фронта. С февраля 1921 года - помощник начальника артиллерии, а с мая 1921 года -врид начальника артиллерии 2-й Верхне-Удинской стрелковой дивизии Восточного фронта. С августа 1921 года - начальник отделения, а с мая 1922 года - отдела боевой подготовки артиллерии штаба народно-революционной армии Восточного фронта. С августа 1922 года - начальник полигона управления начальника артиллерии народно-революционной армии Восточного фронта. С октября 1922 года - начальник артиллерии народно-революционной армии Дальневосточной республики. С января 1923 года - начальник полигона 5-й Краснознаменной армии. С марта 1923 года - первый помощник начальника артиллерии 5-й Краснознаменной армии Восточного фронта.  
С декабря 1923 года - слушатель Артиллерийской академии РККА. В апреле-декабре 1928 года - инженер высшего оклада конструкторского бюро Артиллерийского комитета Артиллерийского управления РККА. С декабря 1928 года - начальник Научно-испытательного полигона зенитной артиллерии РККА. В сентябре-декабре 1929 года был в командировке в США и Германии, а в феврале-марте 1930 года - в Германии и Голландии. С июня 1932 года - начальник штаба Научно-технического управления Главного артиллерийского управления РККА. С февраля 1933 года - начальник 1-го отдела Научно-технического управления Главного артиллерийского управления РККА. С марта 1934 года - начальник факультета военных приборов, а с февраля 1937 года - начальник факультета вооружения Артиллерийской академии РККА им. Ф. Э. Дзержинского. С июля 1937 года - врид заместителя начальника академии по научной и учебной работе. С марта 1938 года - начальник кафедры оптических приборов, с июля 1938 года - начальник кафедры деталей машин и графики, а с июля 1939 года - начальник кафедры артиллерийской инструментальной разведки зенитной артиллерии, с сентября 1941 года - начальник курсов воентехников Артиллерийской академии РККА им. Ф. Э. Дзержинского. С декабря 1941 года - начальник управления вооружения Главного управления ПВО территории страны. С августа 1942 года - заместитель командующего войсками ПВО территории страны. С августа 1943 года - командующий артиллерией Западного фронта ПВО. Одновременно с июля 1943 года - член Совета по радиолокации при Государственном комитете обороны СССР. В январе-апреле 1944 года также возглавлял оперативную группу Западного фронта ПВО по организации надёжной противовоздушной обороны переправ на Керченский плацдарм.
С июля 1944 года - командующий артиллерией Северного фронта ПВО. С февраля 1945 года - заместитель начальника Главного артиллерийского управления по научно-исследовательской работе - председатель Артиллерийского комитета ГАУ. С ноября 1946 года - вице-президент Академии артиллерийских наук. С сентября 1948 года - командующий зенитной артиллерией - заместитель командующего войсками ПВО страны. Одновременно по совместительству - вице-президент Академии артиллерийских наук. С мая 1953 года - командующий зенитной артиллерией войск ПВО страны. С июня 1954 года - в распоряжении главнокомандующего войск ПВО страны. В марте 1955 года уволен в отставку по болезни.  
Крупный специалист в области зенитных артиллерийских приборов. Им написано более 10 научных работ, из которых большинство является пособиями для слушателей Артиллерийской академии РККА им. Ф. Э. Дзержинского.  
Умер  13 января 1963 года, похоронен на Новодевичьем кладбище (8 уч. 22 ряд).

## Чины и воинские звания
Российской империи
- Хорунжий — 06.08.1913
- Сотник — 1916
- Есаул — 30.01.1917

СССР
- Бригинженер — 13.02.1936
- Генерал-майор артиллерии — 04.06.1940
- Генерал-лейтенант артиллерии — 28.09.1943
- Генерал-полковник артиллерии — 31.05.1954

## Награды
Российской империи
- орден Святого Владимира 4-й степени с мечами и бантом
- орден Святой Анны 2-й степени с мечами
- орден Святой Анны 3-й степени с мечами и бантом
- орден Святой Анны 4-й степени с надписью «За храбрость»
- орден Святого Станислава 2-й степени с мечами
- орден Святого Станислава 3-й степени с мечами и бантом

СССР
- орден Ленина (21.02.1945)[3][4]
- три ордена Красного Знамени (14.02.1943[3], 03.11.1944[3][4], 15.11.1950[3][4])
- орден Кутузова 1-й степени (17.11.1945)[3]
- орден Кутузова 2-й степени (18.11.1944)[3]
- орден Отечественной войны 1-й степени (01.07.1944)[3]
- орден Красной Звезды (23.03.1933)[3]
  - медали в том числе:
- «За оборону Москвы» (1944)
- «За победу над Германией в Великой Отечественной войне 1941—1945 гг.» (04.07.1945)

## Труды
- Артиллерия. Библиографический бюллетень советской и иностранной литературы по артиллерии и смежным вопросам. Л.: ВТА, 1932;
- Курс стрельбы зенитной артиллерии Северо-Американских Соединенных Штатов. М., 1933;
- О скорострельности в зенитной артиллерии // Артиллерийский журнал. 1941. № 6. С. 7-9;
- Об основных вопросах развития средств артиллерийского инструментального управления огнем для наземной и зенитной артиллерии // Сборник докладов ААН. 1949. Выпуск VII;
- Передовой характер советской артиллерийской науки // Артиллерийский журнал. 1951. № 11. С. 7-11;
- Теория и практика стрельбы артиллерии //Артиллерийский журнал. 1955. № 6. С. 24-26;
- Каким должен быть учебник по стрельбе зенитной артиллерии // Артиллерийский журнал. 1956. № 1. С. 21-25;
- Оправдали доверие советского народа //Вестник противовоздушной обороны. 1961. № 12. С. 71-76.